# 소말릴란드 독립 전쟁
소말릴란드 독립 전쟁은 소말리인중 이사크족을 중심으로 한 소말리국민운동(Somali National Movement)이 시아드 바레 정권에 맞서 싸워 소말릴란드의 독립을 위해 싸운 전쟁이다. 소말리아 내전의 일부다.
1988년 소말리아 정부는 이사크족 집단학살을 벌여, 전장이 아닌 도시에서도 이사크족을 살해했다. 시아드 바레 정권이 무너진 후 소말리국민운동은 이사크족이 아닌 소말리인과 화해하는 절차를 거쳐 소말릴란드의 독립을 선언했다.